# Palazzolo Vercellese
Palazzolo Vercellese – miejscowość i gmina we Włoszech, w regionie Piemont, w prowincji Vercelli.
Według danych na rok 2004 gminę zamieszkiwało 1328 osób, 102,2 os./km².